# 로자바
로자바(쿠르드어: Rożawa), 또는 정식 명칭으로 북동시리아 자치 행정부는 시리아 북부에 있는 쿠르드인의 사실상 자치구이다. 북동시리아 자치 행정부는 아프린, 자지라, 유프라테스주, 락까, 알타브카, 만비즈, 데이르에조르를 주로 두고 있다. 2012년 로자바의 공식 군대인 시리아 민주군이 참전한 로자바 분쟁과 더 넓은 시리아 내전의 일환으로, 로자바는 사실상 시리아로부터 자치를 얻었다. 로자바는 몇몇 국가들과 외교 관계를 유지하고 있지만, 카탈루냐 의회를 제외하고 시리아 정부를 비롯한 어떤 국가도 자치정부로 인정하고 있지 않다.
로자바 정부는 다른 정당 및 단체와의 대화를 통해 민주적이고, 생태적이며, 자치 다원주의와 법 앞의 평등, 지네올로지에 입각한 정책을 폭넓게 지지해왔다. 시리아 동북부는 다민족 지역이며, 상당한 쿠르드족, 아랍인, 아시리아인의 고향이자, 투르크멘인, 아르메니아인, 체르케스인, 야지디의 공동체가 있는 곳이기도 하다.
로자바를 지지하는 사람들은 지방분권, 성평등, 환경 지속 가능성, 사회생태학, 그리고 종교적, 문화적, 정치적 다양성에 대한 다원적 관용을 장려하는 무정부주의, 여성주의, 민주적 연합주의에 기초한 직접적인 민주적 목표를 가진 공식적으로 세속적인 정치체제라는 점과 이러한 가치들이 헌법, 사회, 정치에 반영된다는 점을 언급하며, 완전한 독립이 아닌, 연방화된 시리아 전체의 모델이 된다고 언급한다. 이 지역의 행정은 또한 권위주의, 시리아 정부에 대한 지지, 쿠르드화, 그리고 강제 추방으로 인해 일부 당파적이고 비당파적인 소식통들에게 비난을 받고 있다. 그러나 이런 사실에도 불구하고 로자바는 직접 공개선거, 사회적 평등, 역내 인권 존중 등을 비롯하여 시리아 내 소수 집단 및 종교의 자유를 보호하고 있기에 시리아 내에서 가장 민주적인 체제이다.
로자바는 인과응보보다 직업 재활, 권한 부여, 사회사업을 강조하는 새로운 사회 정의 접근법을 시행했다. 사형제도 폐지되었다. 교도소는 대부분 ISIL과 다른 극단주의 단체와 관련된 테러 활동 혐의로 기소된 사람들을 수용하고 있으며, 지역 경제에 큰 부담을 주고 있다. 자치구는 그것의 정책적 목표를 민주적 자유지상주의적 사회주의 이데올로기에 입각한 민주적 연합체주의에 크게 기초를 둔 연합에 의해 통치되며, 소수민족과 문화적, 종교적 대표성을 지닌 지방 정부 시스템을 통해 협동조합과 시장기업이 융합된 경제 모델을 추구하는 것으로 묘사되어 왔다. 로자바는 시리아 전역에서 가장 높은 평균 급여와 생활 수준을 가지고 있으며, 시리아 정권이 통제하는 지역보다 두 배나 더 많은 급여를 받고 있다. 시리아 파운드화의 붕괴 이후 로자바는 인플레이션을 유지하기 위해 봉급을 두 배로 늘렸고, 좋은 임금을 지불했다. 로자바에서 의료 서비스를 제공하는 독립적인 단체에는 쿠르드 적신월, 시리아계 미국인 의학회, 자유 버마 레인저, 국경없는의사회 등이 있다.
2016년부터 로자바의 일부 영토가 튀르키예 및 시리아 국민군의 공격을 받았다. 로자바와 시리아 민주군은 어떤 공격에도 모든 영토를 지킬 것을 선언했다.

## 명칭

TEV-DEM의 삼색기로 시리아 내 쿠르드인이 일반적으로 사용한다.

시리아 북부의 일부 지역은 쿠르드족들 사이에서 서부 쿠르디스탄(Rojavayê Kurdistanê) 또는 로자바 (/ˌroʊʒəˈvɑː/, ku "the West")로 알려져 있는데, 이 지역은 쿠르디스탄의 4개 지역 중 하나이다. "로자바"라는 이름은 따라서 쿠르드족 정부의 정체성과 연관되었다. 해당 쿠르드의 지역이 확장되고 점점 더 쿠르드족이 아닌 주로 아랍인들이 주로 생활하던 지역들까지 포함함에 따라, "로자바"라는 단어는 쿠르드 행정부에 의해 인종 차별적인 모습을 지우고 다른 민족에게 더 잘 받아들여지기를 바라는 마음에서 점점 더 적게 사용되었다. 그럼에도 불구하고, 그 정치는 지역 주민들과 해외 관찰자들에 의해 계속해서 "로자바"라고 불렸으며, 언론인 메틴 구르칸은 2019년에 "로자바의 컨셉은 세계적인 인정을 받는 브랜드가 되었다"고 언급했다. 시리아 북동부 자지라주 주변의 영토는 아시리아인들에게 역사적으로 현대 아시리아 영토의 일부였던 고자르토(ܓܙܪܬܐ)라고 불린다. 이 지역은 또한 북시리아 연방 또는 북시리아 민주적 연방주의 자치 지역이라는 별명도 가지고 있다.
아프린주, 아인알아랍주(코바니), 하사카주 북부 중 쿠르드족이 다수를 차지하는 지역을 위한 지방 정부의 첫 이름은 2013년에 채택된 "임시과도행정부"였다. 2014년 3개의 자치주가 선포된 후, 인민수호부대가 통치하는 영토는 "자치구"" 또는 "민주자치행정부"라는 별명으로 불렸다. 2016년 3월 17일, 시리아 북부는 북시리아 로자바 민주연방(Federaliya Demokratîk a Rojava – Bakurê Sûriyê; الفدرالية الديمقراطية لروج آفا – شمال سوريا; ܦܕܪܐܠܝܘܬ݂ܐ ܕܝܡܩܪܐܛܝܬܐ ܠܓܙܪܬܐ ܒܓܪܒܝܐ ܕܣܘܪܝܐ; 때로는 약칭으로 NSR)이라 불리는 연방정부 수립을 선언했다.

## 지리

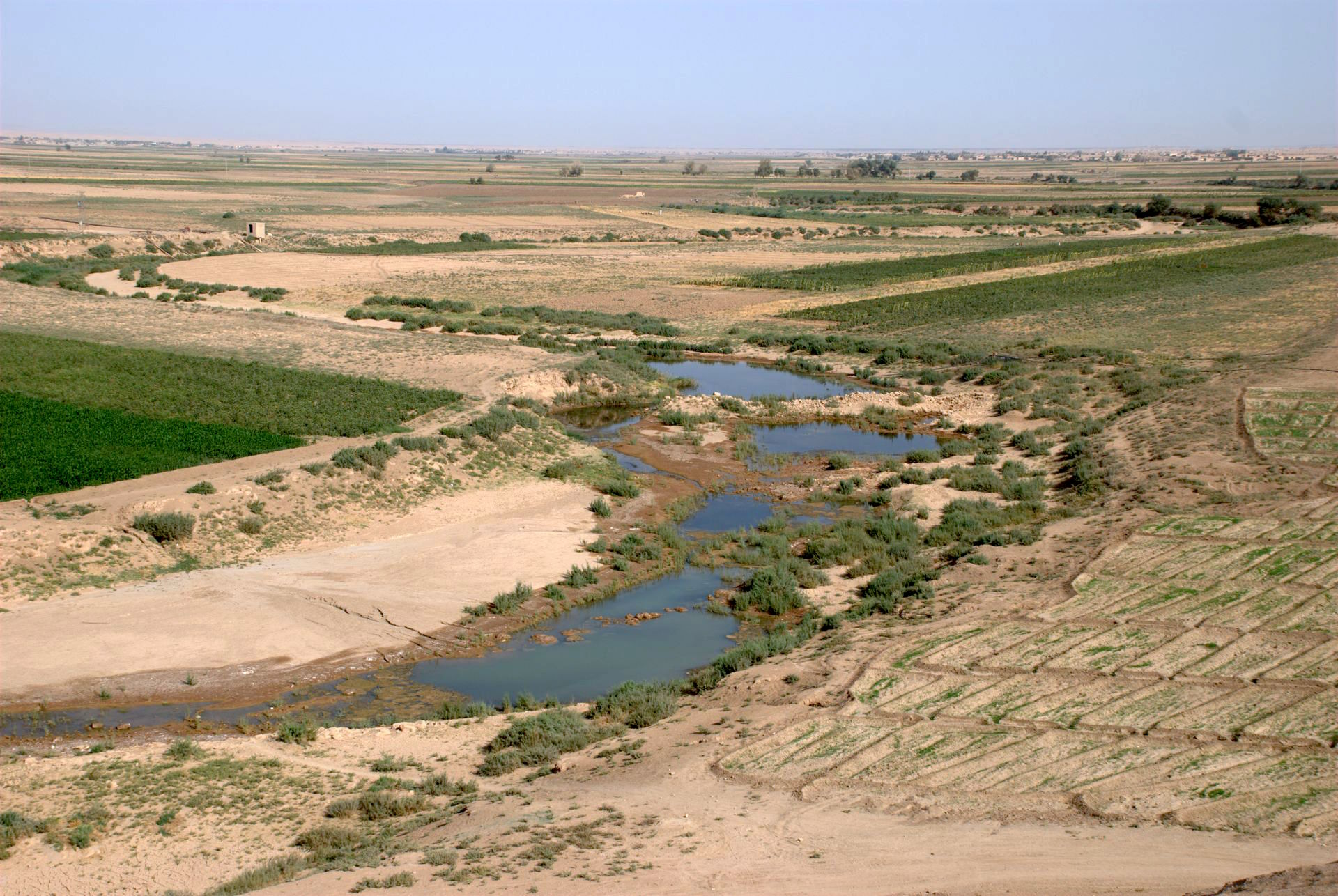
텔셰이크하마드 인근의 하부르강.

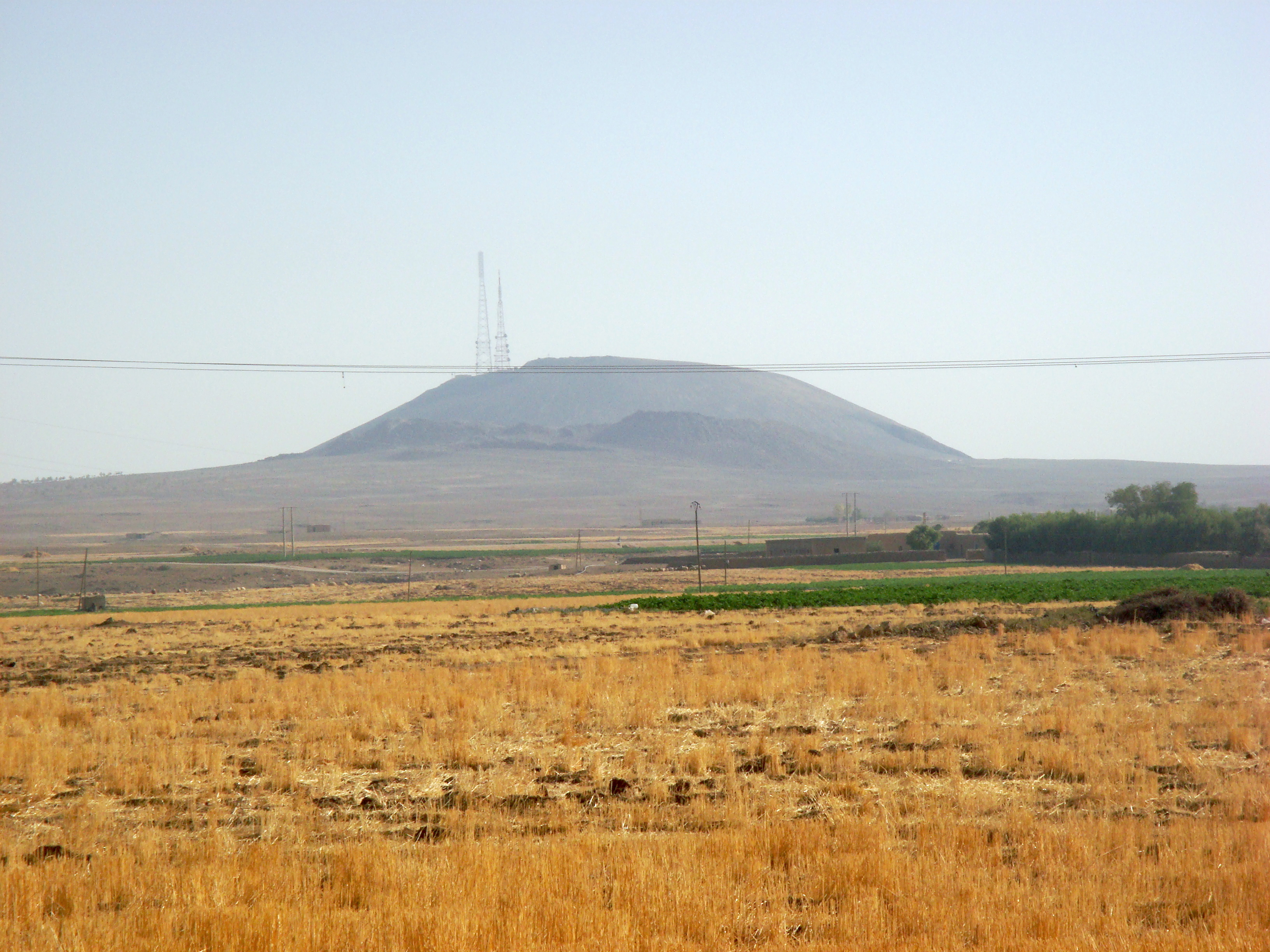
하사카 인근의 화산인 샤라트 코바캅.

로자바는 티그리스강 서쪽과 유프라테스강 동쪽에 대체로 위치하고 있으며, 북쪽으로 터키와 접하고 남동쪽으로는 이라크와, 북동쪽으로는 쿠르드 자치구와 국경을 접한다. 이 지역은 북위 36°30'에 위치하며 대부분 평야와 낮은 언덕으로 이루어져 있지만, 압둘아지즈산과 자지라주의 신자르산맥의 서쪽 부분과 같은 일부 산들이 있다. 시리아의 주에 따른 행정구역으로는, 로자바는 하사카주, 락까주, 데이르에조르주, 알레포주로 구성되어 있다.

## 같이 보기
- 쿠르드 자치구
- 반란군 사파티스타 자치구